# The Man in White
Pour plus de détails, voir Fiche technique et Distribution.
The Man in White (許されざる者, Yurusarezaru mono) est un film japonais de yakuza réalisé par Takashi Miike et sorti en 2003.

## Synopsis
Azura vit sous la protection de Hikokuro, chef du clan yakuza Renjo. Mais un jour, celui-ci est assassiné par le clan rival Sōgen. Azura décide de venger son chef.

## Fiche technique
- Titre : The Man in White
- Titre original : 許されざる者 (Yurusarezaru mono?)
- Réalisation : Takashi Miike
- Scénario : Shigenori Takechi
- Photographie : Kazunari Tanaka
- Montage : Yasushi Shimamura
- Musique : Kōji Endō
- Production :
  - Michinao Kai - producteur
  - Makiko Natsuyama - producteur
  - Kōzō Tadokoro - producteur
  - Shizuka Natsuyama - producteur délégué de Shinema Paradaisu
  - Yasuko Natsuyama - producteur délégué de Shinema Paradaisu
- Pays d'origine :  Japon
- Durée : 149 minutes[1]
- Date de sortie :
  - Japon : 29 mars 2003[1]

## Distribution
- Masaya Katō : Azusa
- Shōko Aida
- Naomi Akimoto
- Narimi Arimori
- Kenichi Endō
- Tatsuya Fuji
- Mitsuru Hirata
- Renji Ishibashi
- Masaya Katō
- Hiroshi Katsuno
- Kazuki Kitamura
- Masaomi Kondō
- Shigeru Kōyama
- Hiroki Matsukata
- Ryōsuke Miki
- Yasukaze Motomiya
- Hiroyuki Nagato
- Chikage Natsuyama
- Jinpachi Nezu
- Masaki Nomura
- Masahiko Tsugawa

## Récompenses
- 2004 : prix du meilleur acteur pour Tatsuya Fuji aux Japanese Professional Movie Awards[2]